# Bilgramia indica
Bilgramia indica är en svampart som beskrevs av Panwar, Purohit & Chouhan 1974. Bilgramia indica ingår i släktet Bilgramia, divisionen sporsäcksvampar och riket svampar.   Inga underarter finns listade i Catalogue of Life.